# Schizostephanus
Schizostephanus là chi thực vật có hoa trong họ Apocynaceae.

## Các loài
Chi này chứa 2 loài là:
- Schizostephanus alatus Hochst. ex K.Schum., 1893: Từ Eritrea tới miền nam châu Phi.
- Schizostephanus gossweileri (S.Moore) Liede, 1994: Từ tây nam Angola đến đông bắc Namibia.